# Jaime Lerner
Jaime Lerner (n. 17 decembrie 1937, Curitiba, Paraná, Brazilia – d. 27 mai 2021, Curitiba, Paraná, Brazilia) a fost un arhitect, programator urban și om politic din Brazilia. Acesta s-a născut din părinț evrei, originari din Polonia.
Jaime Lerner a fost primar al municipiului Curitiba din Paraná, una unitățile federative din Brazilia, în perioadele 1971 – 1975, 1979 – 1984 și 1989 – 1992.